# 玩命關頭9
《玩命關頭9》（英語：F9，又稱作或），2021年美國動作片，由林詣彬執導並與丹尼爾·凱西合作編寫劇本。為2017年電影《玩命關頭8》的續集，《玩命關頭系列》的第十部作品。由馮·迪索、蜜雪兒·羅德里奎茲、泰瑞斯·吉布森、路達克里斯、約翰·希南、喬丹娜·布魯斯特、娜塔莉·艾曼紐、姜成鎬、海倫·米蘭、卻·羅素和莎莉·賽隆主演。講述唐老大這回必須面對神祕刺客亦是自己的親弟弟雅各·泰瑞托，阻止他发动攻击军事卫星的邪恶计划。本作繼《玩命關頭》（2001年）及《玩命關頭2：飆風再起》（2003年）後，第三部非克里斯·摩根編劇的電影。
《玩命關頭9》由環球影業於2021年6月25日在美國上映；起初定於2020年4月全球上映，但因COVID-19疫情影響而延期數次。亞洲部分地區提前美國一個月上映。美國上映首週票房飆破7000萬美元，成為美國爆發COVID-19疫情以來票房最好的電影。續集《玩命關頭X》定於2023年推出。

## 劇情
1989年，賽車手傑克·泰瑞托在一场赛车比赛中遭遇车祸，车子突然失控，被对手撞飞后起火，不幸身亡，在旁辅佐的两个儿子雅各和唐米尼克·泰瑞托亲眼目睹他出事的瞬间。
回到现在，唐老大与妻子莉蒂、儿子布莱恩在郊區过着宁静的隐居生活。突然，一辆神秘的车子出现，唐老大担心这是仇家找上门，与莉蒂端起了枪，结果发现是老朋友罗曼带着泰吉和拉姆西前来登门拜访。拉姆西向大家展示了无名氏先生从飞机向他们发来的求救訊息，对方称遭到了神秘特工袭击，要求他们组建特别行动小组，原因之后再解释。经过调查，事发时塞弗就在飞机上，她原先被无名氏先生抓走，但中途趁着袭击的空当控制了飞机，导致飞机坠毁在墨西哥蒙特昆托（Montequinto）山区一处军方控制的地带。唐老大一心想照顾家庭，毅然拒绝了前往营救无名氏先生的任务。但是，莉蒂希望加入这项任务，临走前她向唐老大和布莱恩道别。最终，於求救影片中隐藏着十字架标志，他回想起自己曾见过类似的照片，于是决定加入任务。
在蒙特昆托，一行人循着求救信号的方向寻找飞机的踪迹，找到了失事飞机的残骸，但没有找到无名氏先生的踪影，倒是从上面拿到一个神秘装置，但在敌人的包围下，雅各抢走这个装置。原来，雅各与某国元首之子奥托，利用电磁干扰技术拦截了飞机，劫走塞弗。他让塞弗从特工局的保险处夺取装置的另一半，从中解密数据。
一行人来到里海，找到无名氏先生的秘密基地，准备对付雅各，蜜雅知道哥哥雅各的行动，也闻讯赶来。经过一番破解，拉姆西发现机上的装置是白羊座计划（Project Aries）的产物，由无名氏先生保管，是用来攻击计算机设备的电子武器，若运行在军用卫星上，可以迅速控制任何大型杀伤性武器。由于后果严重，这个装备的原型机分为两部分，需要密钥啟動，但密钥目前不知所踪。唐老大决定让大家分头行动，特尔佳表示无名氏先生提到有个人或许知道密钥的下落，就是大家都以为他於日本東京因為出车祸而去世的韩。莉蒂和蜜雅决定去找韩，唐老大将韩去世时寄到给他的明信片给莉蒂，指示他前往印戳的地址东京，自己则去找一位老朋友帮忙，他就是父亲的经纪人、曾接济过雅各的巴迪，巴迪透露雅各身在伦敦。
罗曼和特尔佳来到德国科隆的雅恩喷气推进试验场（Jahn Jet Propulsion Test Site），找正在測試火箭发动机推进车辆的沙恩。唐老大来到伦敦，找到老对手戴克和歐文·邵的母亲奎妮，想从她口中问出雅各的动向，对方说雅各联系她购买军火，准备在爱丁堡大干一场。唐老大闯进奥托的外国大使馆，找到雅各，劝他收手，卻被国际刑警制服，其實那些是奎妮安排的娘子军假扮，並給予唐老大一把能追蹤雅各的手槍。在东京，蜜雅和莉蒂循着明信片上的墨西哥风景，找到了韩的住所，一名被敵人跟蹤的神秘日裔女子返回住所後，跟蜜雅和莉蒂一起對付他們。韩在暗处狙击，帮助三人挡下敵人的攻击。
装置的另一半藏在爱丁堡圣吉尔斯大教堂的地下室，戒备森严，奥托和雅各派出一队人马前去抢夺，但唐老大一方仍不知道地下室的位置，且面临奥托的电磁干扰。不过，罗曼和特尔佳在教堂附近找到一辆装着电磁干扰装置的小货车，此时奥托已成功得手。不谙驾驶之道的拉姆西开走货车，和唐老大一起追赶雅各，最终成功拿下电磁干扰装置和雅各。韩来到秘密基地，与众人重逢，他向大家透露了自己的过去：女友吉赛兒之前跟她約定一起定居东京，直至她为了救自己牺牲自己，美好生活彻底破灭。后来无名氏先生找到他，安排他去一对科学家夫妻的家中，偷走白羊座计划的秘密设备。任务中，他发现无名氏先生的手下叛变，也在觊觎着这种技术，手下安排人利用汽车炸弹炸死了科学家夫妇，准备抢夺设备。慌乱之中，韩救走了夫妻留下的小女儿艾丽。后来，无名氏先生帮助韩在戴克·蕭袭击他的车祸现场伪造了他的死亡。
之后奥托派人突入秘密基地，救走雅各，此时雅各透露自己就是那位叛变的特工，又说当年父亲打算故意制造车祸並找他幫忙，希望借此摆脱债务。临走前，雅各带走了艾丽，准备利用艾丽DNA中的密钥，啟動装置。唐老大启动电磁装置，突破敌人的围攻，之后独自一人留下来抵挡敌人，为其他同伴争取逃脱时间。唐老大落入水中产生幻觉，回想起父亲当年对自己与弟弟的谆谆教诲，也回眸了弟弟动手制造车祸前的艰难抉择。莉蒂跳入水中，救走唐老大。
拉姆西估计雅各会利用中继卫星攻击其他卫星，从而控制全球的杀伤性武器，唐老大计划亲自上太空拦截。最终，罗曼和特尔佳开着一辆装有火箭推进器的车子，在沙恩駕駛的飞机带领下飞上太空。与此同时，奥托在第比利斯的一座太空發射中心，发射了用来入侵其他军用卫星的中继卫星，雅各带上艾丽，在武装护卫队的保护下，在一辆卫星通讯装甲车中准备啟動卫星。唐老大等人上前拦截，在第比利斯的街头展开一场追逐战。罗曼在太空中干扰了卫星信号，对方的塞弗也加入战局。這時奥托認為雅各再沒有利用價值，於是派人攻擊雅各，使雅各回心转意，加入唐老大一方。唐老大启动电磁设备，沿路吸附车辆，希望撞破装甲车前进。之后，雅各和唐老大用牵引线从左右夹攻，将装甲车翻了个天。卫星数据即将完成传输罗曼和特尔佳眼看着要进入攻击范围，结果车上的设备断电宕机，情急之下，罗曼直接将卫星撞破，彻底中断传输。塞弗知道行動被搞垮後亲自驾驶无人机，用导弹瞄准装甲车，要消灭唐老大，但唐老大及时跳车逃生並巧妙地撞毀无人机，奥托命喪於解體的装甲車内，塞弗步出遙控駕駛艙後，到一個未知的方向離去。事后，唐老大将自己的车交给雅各，让他逃跑。罗曼和特尔佳来到国际空间站寻求帮助，唐老大带着布莱恩去看父亲出事的赛道，回忆起自己在父亲出事后，在场边安慰悲伤的雅各。
随后众人回到了位于洛杉矶的正在重建中的唐老大家，韩和肖恩等人就此重逢。就在一大家庭在晚餐前虔诚祈祷時，拜仁·奧康納駕駛他的藍色日產Skyline GT-R來到。另一方面，戴克正在用拳頭打一個藏有俄羅斯罪犯的沙袋作鍛煉。聽到敲門聲，戴克一打開門見到是韓來找他而震驚了，因為他認為韓已經死去。

## 演員
| 演員                                     | 角色                                          | 備註 |
| 馮·迪索 Vin Diesel                       | 當·列度 Dominic "Dom" Toretto                 | 團隊的領導者，莉迪的丈夫，雅各和蜜雅·泰瑞托的哥哥，艾蓮娜·妮薇斯的舊情人，前罪犯和職業街頭賽車手，本來退休後與莉蒂、兒子拜仁·列度定居生活，後來得知雅各和西花合作而復出。                                                |
| 文尼·班奈特 Vinnie Bennett               | 當·列度 Dominic "Dom" Toretto                 | 年輕的唐老大。 |
| 蜜雪兒·羅德里奎茲 Michelle Rodriguez     | 莉蒂·歐提茲 Leticia "Letty" Ortiz             | 團隊一員，唐老大的妻子，雅各和蜜雅·泰瑞托的嫂子。於第4集曾經被布萊恩·奧康納派去布拉加身邊當臥底而被菲尼克斯開槍打中車輛油箱，爆炸而跌落山並失憶，後來在第7集恢復所有記憶。                                               |
| 阿詩婭·迪尼亞·黑爾 Azia Dinea Hale       | 莉蒂·歐提茲 Leticia "Letty" Ortiz             | 年輕的莉蒂。 |
| 喬丹娜·布魯斯特 Jordana Brewster         | 蜜雅·泰瑞托 Mia Toretto                       | 布萊恩·奥康納的妻子，唐老大和雅各·泰瑞托的妹妹。於第7集事件後已經和布萊恩退出團隊過著美好的生活，後來得知雅各的事而回歸。                                                                                                |
| 泰瑞斯·吉布森 Tyrese Gibson              | 羅曼·「羅馬」·皮爾斯 Roman "Rome" Pearce      | 團隊一員，布萊恩·奧康納的童年朋友，來自邁阿密，神經大條，團隊中的搞笑大王。 |
| 路達克里斯 Ludacris                      | 泰吉·帕克 Tej Parker                          | 團隊一員，布萊恩·奧康納和羅曼的朋友，來自邁阿密。團隊的後勤支柱，精通各項電子儀器、監聽器材以及電腦設備。 |
| 娜塔莉·艾曼紐 Nathalie Emmanuel          | 拉姆西 Ramsey                                 | 團隊一員，技術高超的電腦駭客，被唐老大救出之後加入團隊，「天眼」程序的發明者。 |
| 莎莉·賽隆 Charlize Theron                | 賽芙 Cipher                                   | 網路恐怖分子，最頂尖的高科技武裝分子首領，康納·羅茲的女友。於第8集曾威脅唐老大背叛家人並殺害艾蓮娜，失敗後逃到雅典。本集開首提及已被無名氏先生逮捕，但在運送回國途中遭受奥圖指使的雅各帶人劫機並擄走。                   |
| 約翰·希南 John Cena                      | 雅各·泰瑞托 Jacob Toretto                     | 唐老大的弟弟，蜜雅的哥哥。叛變特工，曾經是無名氏先生的得力手下，與奥圖合作企圖盜取「阿雷斯」程式。 |
| 芬恩·柯爾 Finn Cole                      | 雅各·泰瑞托 Jacob Toretto                     | 年輕的雅各。 |
| 姜成鎬 Sung Kang                         | 韓哥 Han Seoul-Oh                             | 團隊一員，賽車手，唐老大的商業伙伴，來自多米尼加，吉賽兒·耶莎的男友。於第3集和第6集片尾在東京表面上被戴克·蕭撞死，實際上為了協助無名氏先生保護「阿雷斯」程式而和他合謀假死。於結尾與重遇沙恩等人，並在片尾彩蛋重遇戴克。 |
| 海倫·米蘭 Helen Mirren                   | 梅格達琳·「奎妮」·蕭 Magdalene "Queenie" Shaw | 軍火商人，戴克、歐文和哈蒂·蕭的母親。 |
| 寇特·羅素 Kurt Russell                   | 無名氏先生 Mr. Nobody                         | 神秘特種部隊高官，於第7和第8集跟唐老大等人有合作關係。於電影開首被雅各帶領的私人軍隊攻擊，目前生死不明。 |
| 徐·埃斯特·拉斯穆森 Thue Ersted Rasmussen | 奥圖 Otto                                     | 片中真正的大反派，雅各的合作夥伴，後轉為與西花合作。某國國家元首之子，但與父親不和。企圖盜取「阿雷斯」程式以控制全世界，並自喻自己為盧克·天行者。                                                                        |
| 澤井杏奈 Anna Sawai                      | 艾兒 Elle                                     | 日籍孤兒，父母為研發「阿雷斯」程式的科學家並遭到暗殺，後被韓救起並收養。其DNA為「阿雷斯」程式的啟動鑰匙。 |
| 朱莉婭·張 Juju Zhang                     | 艾兒 Elle                                     | 幼年艾兒 |

此外，盧卡斯·布萊克、鮑沃和杜俊緯回歸飾演尚恩·鲍斯威爾（Sean Boswell）、汀奇（Twinkie）和艾爾（Earl Hu），三人於《狂野極速：飄移東京》首度登場，而布萊克曾在《狂野時速7》中客串。唐·歐馬回歸飾演尼克·桑托（Rico Santos），唐老大團伙的成員，而Ozuna飾演他的年輕版。謝伊·惠格姆回歸飾演FBI探員米可·斯塔夏克（Michael Stasiak），布萊恩·奧康納的前同事。曾於《狂野時速4》和《狂野時速6》協助唐老大團伙。卡森·克恩（Karson Kern）和伊格比·瑞格尼分別飾演年輕版的文斯（Vince）和傑西（Jesse），兩個角色於前作分別由麥特·蘇茲和查德·林伯格飾演。
卡蒂·B飾演蕾莎（Leysa），奎妮的手下、唐老大的舊識；麥可·魯克飾演巴弟（Buddy）傑克·泰瑞托的車隊經理人兼好友，在多年前雅各與唐老大鬧翻後曾接濟他；J·D·帕爾多飾演已故職業賽車手、唐老大、雅各和蜜雅·泰瑞托的父親傑克·泰瑞托（Jack Toretto）；吉姆·派瑞克飾演賽車手肯尼·林德（Kenny Linder)，傑克·泰瑞托的勁敵。馬丁·福特飾演蘇（Sue），奥圖的副手兼私人保鑣；而綜合格鬥家弗朗西斯·納干諾客串飾演奥圖麾下的打手。饒舌歌手壞痞兔客串飾演街頭賽車的把風人。傑森·史塔森（Jason Statham）回歸飾演戴克·蕭（Deckard Shaw），前英國特種部隊刺客，現為當列度的合作伙伴，曾試圖開車撞死韓，於片尾彩蛋中客串。

## 製作

### 發展
2014年11月13日，環球影業董事長唐娜·蘭利向《好萊塢報導》透露，《玩命關頭7》後該系列將至少會有三部電影。2016年2月，馮·迪索宣佈了第九集和第十集的上映日期，而第九集最初定於2019年4月19日上映。在環球影業宣佈推出一部圍繞角色路克·哈柏和戴克·蕭的衍生電影《玩命關頭：特別行動》後，第九集的上映日期被推遲至2020年4月10日。
2017年4月，馮·迪索和巨石強森確認回歸出演電影。2017年10月25日，迪索在Facebook直播影片中透露，《玩命關頭3：東京甩尾》到《玩命關頭6》的導演林詣彬以及女演員喬丹娜·布魯斯特將回歸第九集和第十集。2018年4月4日，強森表示他並不確定會否回歸第九集。2018年5月，丹尼爾·凱西被聘來為電影撰寫劇本，克里斯·摩根因參與《玩命關頭：特別行動》的工作而離開。蜜雪兒·羅德里奎茲也確認回歸出演電影。2019年6月，約翰·希南加盟劇組。2019年7月，芬恩·柯爾、安娜·薩瓦（Anna Sawai）和文尼·班奈特（Vinnie Bennett）加盟劇組。同月，據報導前集的莎莉·賽隆與海倫·米蘭都將回歸演出各自的角色。2019年8月，麥可·魯克加盟劇組。2019年10月，Ozuna和卡蒂·B加盟劇組。

### 拍攝
主體拍攝於2019年6月24日在華納兄弟利維斯登工作室的進行。電影亦定於洛杉磯、愛丁堡和倫敦進行拍攝。此外，還將首次在泰國進行拍攝，拍攝地點包括喀比、閣帕岸島和普吉市。電影的一部分拍攝也將在喬治亞的提比里斯進行。2019年7月下旬，劇組在倫敦拍攝時，主演馮·迪索的替身演員發生意外，從超過9公尺的高度墜地，拍攝工作一度暫停。拍攝於2019年11月11日殺青。

### 音乐
影片官方原声带于2021年6月17日发行，配乐于7月2日发行。

## 發行
《玩命關頭9》原定於2020年4月10日上映，後延至2020年5月22日上映，並由環球影業發行，外界認為是要避開同期強檔《007：生死交戰》。2020年3月，由於受2019冠狀病毒病疫情影響，本片延後至2021年4月2日在美國上映。2020年10月，電影延期至2021年5月28日上映，原檔期改為《007：生死交戰》。2021年3月，電影再度延期至2021年6月25日上映。在隨美國延期後，臺灣原定於2021年5月19日上映，但受疫情影響而改檔。新加坡原定於2021年5月26日上映，但受疫情影響而延迟到2021年6月24日上映。
臺灣部分2021年7月30日再度延期到2021年8月11日。

## 迴響

### 評價
《玩命關頭9》評價整體兩極分化。爛番茄根據312條評論，本片持有59%的新鮮度，平均得分5.7／10，觀眾投票得到82%的分數，平均得分為4.2／5。在Metacritic上，電影獲得了58分。

### 票房
影片在海外提前上映首五日，预计可在中国大陆、韩国、俄罗斯等八个市場获得1.6亿至1.8亿的票房。最终首映票房为1.63亿美元，创下自2020年3月新冠肺炎疫情以来美国电影在海外市场的最佳成绩，也创下了疫情以来IMAX电影的最好票房成绩（1.4亿美元），是5月份海外票房成绩最佳的影片。尽管如此，影片在其余26个市場的表现逊色于《美国队长3》。表现最出色的市场为中国大陆（1.36亿美元，为《速度与激情》系列在中国大陆第二高的票房）、韩国（990万美元）、俄罗斯（830万美元）、沙特阿拉伯（267万美元）和阿联酋（264万美元）。
在美國和加拿大，《玩命關頭9》有望於首週末從4979間戲院取得5500萬至6500萬美元的票房。首日取得3000萬美元（包括週四晚上預售的710萬美元），這兩數字都是疫情期間最高的收入。最終開出7000萬美元的首週票房，這是自2019年12月《STAR WARS：天行者的崛起》（7240萬美元）以來票房最高的週末。與之前的《玩命關頭》電影一樣，觀眾呈現多樣化（37%西班牙裔、35%白人、16%的黑人和8%的亞洲人）且偏向於年輕人（51%低於25歲）和男性（57%）觀眾。
| 上一届： 《懸崖之上》         | 2021年中国内地一周票房冠军 第20-21週 | 下一届： 《哆啦A梦：伴我同行2》                     |
| 上一届： 《感動她77次》       | 2021年香港一週票房冠軍 第20-21週     | 下一届： 《黑白魔后》                               |
| 上一届： 《殺手保鑣2》        | 2021年美國週末票房冠軍 第26-27週     | 下一届： 《黑寡婦》                                 |
| 上一届： 《自殺突擊隊：集結》 | 2021年台北週末票房冠軍 第33-34週     | 下一届： 《脫稿玩家》                               |
| 上一届： 《龍與雀斑公主》     | 2021年日本週末票房冠軍 第32-33週     | 下一届： 《輝夜姬想讓人告白～天才們的戀愛頭腦戰～》 |

### 争议
主演约翰·塞纳2021年5月8日在台湾宣传影片时，曾用中文声称“台灣是第一個國家，看到《玩命關頭9》，這個電影非常好，這個電影很大，但是你是第一個看到這電影。”在网络上引发争议。
5月25日深夜，约翰·塞纳在微博上用中文并配上视频道歉，称“对我的错误，我很抱歉......我爱更尊重中国和中国人。”但他并未明确表述自己有何错误，也没有提及两岸关系。
5月26日，美国前国务卿蓬佩奥在推特稱「約翰，你是對的啊。我不懂你為何要向中共低頭，我們必須與台灣站在一起，為了自由！」
5月26日，民進黨立委羅致政稱「從前國務卿龐培歐等人的回應看的出來，中國正利用其龐大市場限縮包含美國人在內的言論自由，此個案只是凸顯這個憂慮確實存在。」
5月26日，國台辦發言人朱鳳蓮稱「台灣是中國的一部分，這在國際社會是眾所周知的；堅持一個中國原則是國際社會的共識。台灣問題事關中國的主權和領土完整，是中國的內政，不容任何外來干涉。」
5月26日，陸委會稱「中華民國是主權國家，台灣從來不是中華人民共和國的一部分。中共長期漠視中華民國存在的事實，持續在國際間操作其片面主張的一中原則，不斷以政治手段干擾藝文影視活動，甚至以特定政治意識形態，對國際知名電影工作者進行言論審查，其強迫他人進行政治表態的作法，無法獲得國際上的認同與支持。」
5月26日，中国外交部发言人趙立堅针对约翰·塞纳的道歉引發美国阿肯色州參議院議員汤姆·科顿等人的批評，趙立堅表示「我覺得他們的批評是毫無道理的，誰都知道科顿是個什麼人，他說的話就像廢紙一樣。」

## 續集
2020年2月，馮·迪索表示《玩命關頭X》可能會分成兩部電影。2020年3月，受2019冠狀病毒病疫情影響，宣佈《玩命關頭10》延期上映。2020年10月，正式宣佈製作《玩命關頭11》，兩部片同由林詣彬執導，克里斯·摩根編劇，而《玩命關頭11》將會是該系列最後一部作品。2021年8月，環球影業正式宣佈《玩命關頭X》定於2023年4月7日在美國上映。美國上映日之後延期至2023年5月19日。

## 外部連結
- 官方网站
- 互联网电影数据库（IMDb）上《玩命關頭9》的资料（英文）
- Box Office Mojo上《玩命關頭9》的資料（英文）
- Metacritic上《玩命關頭9》的資料（英文）
- 爛番茄上《玩命關頭9》的資料（英文）
- AllMovie上《玩命關頭9》的资料（英文）
- 開眼電影網上《玩命關頭9》的資料（繁體中文）
- 时光网上《玩命關頭9》的資料（简体中文）
- 豆瓣电影上《玩命關頭9》的資料 （简体中文）